# الارطاویه
الارطاویه (به عربی: الأرطاویة) یک اردوگاه بادیه‌نشینان عرب در عربستان سعودی است.